# 新温泉町立浜坂北小学校
新温泉町立浜坂北小学校（しんおんせんちょうりつ はまさかきたしょうがっこう）は、兵庫県美方郡新温泉町浜坂にある公立小学校。

## 概要
2004年旧浜坂町小学校区再編成に伴い、浜坂小学校と赤崎小学校の一部を統合し開校した。

## 沿革
本項では校舎を継承した浜坂小を前身校として記述する。
浜坂小学校
- 1874年（明治7年）8月15日 - 浜坂小学校開校。
- 1879年（明治12年） - 清富支校・田井支校を設立。
- 1887年（明治20年）4月1日 - 浜坂尋常小学校と改称、簡易小学校併設。
- 1895年（明治28年）7月1日 - 浜坂尋常高等小学校と改称。
- 1918年（大正7年）4月 - 浜坂技芸女学校・実業補習学校併設。
- 1941年（昭和16年）4月1日 - 国民学校令により浜坂国民学校と改称。
- 1947年（昭和22年）4月1日 - 学制改革により浜坂町立浜坂小学校と改称。
- 1951年（昭和26年）2月20日 - 火災により焼失。
- 1951年（昭和26年）12月13日 - 新校舎へ移転。
- 2004年（平成16年）3月25日 - 閉校式挙行。

浜坂北小学校
- 2004年（平成16年）4月6日 - 浜坂小学校と赤崎小学校の一部を統合し浜坂町立浜坂北小学校開校、旧浜坂小校舎を統合校舎とする。
- 2005年（平成17年）4月1日 - 浜坂町と温泉町が合併し、新温泉町発足に伴い新温泉町立浜坂北小学校と改称。

## 通学区域
- 浜坂、芦屋、清富、緑町、南町、秋葉台、田井、指杭

## 進学先中学校
- 新温泉町立浜坂中学校

## 交通アクセス
- JR山陰本線 浜坂駅より300 m。

## 校区内の主な施設
- 兵庫県立浜坂高等学校
- 以命亭
- 加藤文太郎記念図書館
- 山陰海岸ジオパーク館

## 著名な出身者
- 加藤文太郎（登山家）

## 通学区域が隣接している学校
- 新温泉町立浜坂東小学校
- 新温泉町立浜坂南小学校
- 新温泉町立浜坂西小学校